# No More Tears
No More Tears é o sexto álbum de estúdio da carreira solo do cantor britânico de heavy metal Ozzy Osbourne. Lançado em 17 de setembro de 1991, o álbum atingiu as posições de número dezessete no UK Albums Chart e de número sete na Billboard 200. No More Tears gerou cinco singles, dos quais quatro chegaram ao Hot Mainstream Rock Tracks, incluindo "Mama, I'm Coming Home", que atingiu a segunda posição. O álbum também contém a canção "I Don't Want to Change the World", que ganhou um Grammy. É um dos dois álbuns de Osbourne mais vendidos na América do Norte, ao lado de Blizzard of Ozz, tendo sido premiado com discos de platina quádruplos pela RIAA e discos de platina duplos pela CRIA.

## Visão geral
O guitarrista Zakk Wylde contribuiu com composição de letras e com a guitarra, enquanto o vocalista e baixista do Motörhead Lemmy Kilmister co-escreveu as letras de quatro canções. Apesar de Mike Inez estar presente nos vídeos promocionais e nas turnês do álbum, é Bob Daisley, baixista de longa data de Osbourne, que tocou nas gravações do disco. Inez é creditado pela canção que dá título ao álbum; não obstante não tocar na gravação, o riff introdutório do baixo foi composto por ele.
No More Tears marca as participações derradeiras de Bob Daisley e do baterista Randy Castillo no trabalho de Osbourne. A relação de Daisley com Ozzy e sua mulher e manager, Sharon, havia sido muito volátil por vários anos e Castillo faleceu em 2002.
O relançamento de 2002 de No More Tears apresentou duas faixas adicionais intituladas "Don't Blame Me" e "Party with the Animals". Ambas faixas haviam sido originalmente lançadas em 1991 como canções de Lado B.
De acordo com o lutador profissional e vocalista do Fozzy Chris Jericho, quando perguntado sobre o título da música "AVH", Osbourne disse a ele que significa "Aston Villa Highway", uma homenagem ao clube de futebol que ele e seus companheiros de banda do Black Sabbath torciam crescendo em Birmingham.

## Recepção
| Críticas profissionais | Críticas profissionais |
| Avaliações da crítica  | Avaliações da crítica  |
| Fonte                  | Avaliação              |
| ---------------------- | ---------------------- |
| AllMusic               | [ 8 ]                  |
| Entertainment Weekly   | (B+)                   |
| Wilson & Alroy's       | [ 10 ]                 |

No More Tears recebeu críticas positivas, e é considerado um dos melhores álbuns de Osbourne. Lowdwire classificou o álbum em #22 em sua lista dos "Top 90 álbuns de Hard Rock + Metal dos anos 90". Lowdwire e Classic Rock consideraram esse álbum como o terceiro melhor álbum de Osbourne.

## Faixas
| N.º | Título                             | Compositor(es)                                | Duração |  |
| 1.  | "Mr. Tinkertrain"                  | Ozzy Osbourne, Zakk Wylde, Randy Castillo     | 5:55    |  |
| 2.  | "I Don't Want to Change the World" | Ozzy, Zakk, Lemmy Kilmister                   | 4:05    |  |
| 3.  | "Mama, I'm Coming Home"            | Ozzy, Zakk, Lemmy                             | 4:11    |  |
| 4.  | "Desire"                           | Ozzy, Zakk, Castillo, Lemmy                   | 5:46    |  |
| 5.  | "No More Tears"                    | Ozzy, Zakk, Castillo, Mike Inez, John Purdell | 7:24    |  |
| 6.  | "S.I.N."                           | Ozzy, Castillo, Zakk                          | 4:47    |  |
| 7.  | "Hellraiser"                       | Ozzy, Zakk, Lemmy                             | 4:52    |  |
| 8.  | "Time After Time"                  | Ozzy, Zakk Wylde                              | 4:20    |  |
| 9.  | "Zombie Stomp"                     | Ozzy, Zakk, Castillo                          | 6:13    |  |
| 10. | "A.V.H."                           | Ozzy, Zakk, Castillo                          | 4:13    |  |
| 11. | "Road to Nowhere"                  | Ozzy, Zakk, Randy Castillo                    | 5:10    |  |

| Bônus de 2002 |                          |                      |         |  |
| N.º           | Título                   | Compositor(es)       | Duração |  |
| 12.           | "Don't Blame Me"         | Ozzy, Zakk, Castillo | 5:06    |  |
| 13.           | "Party with the Animals" | Ozzy, Zakk, Castillo | 4:17    |  |

## Músicos
- Ozzy Osbourne - vocal
- Zakk Wylde - guitarra
- Bob Daisley - baixo
- Mike Inez - baixo/inspiração (Mike criou o riff de "No More Tears", embora não o tenha tocado no álbum)
- Randy Castillo - bateria
- John Sinclair - Teclados(Sintetizadores)

## Posições nas paradas musicais
| Parada musical (1991/1992)         | Melhor posição |
| ---------------------------------- | -------------- |
| Alemanha - Media Control Charts    | 24             |
| Austrália - ARIA Charts            | 49             |
| Canadá - Canada RPM Top 100 Albums | 17             |
| Estados Unidos - Billboard 200     | 7              |
| Japão - Oricon                     | 12             |
| Noruega - VG-lista                 | 12             |
| Nova Zelândia - RIANZ              | 12             |
| Reino Unido - UK Albums Chart      | 17             |
| Suécia - Sverigetopplistan         | 25             |
| Suíça - Schweizer Hitparade        | 37             |